# 푸쿨로스
푸쿨로스(영어: fuculose) 또는 6-디옥시타가토스(6-deoxytagatose)는 6개의 탄소 원자가 포함된 단당류이고, 케톤기를 가지고 있는 케토스이며, 하이드록시기 하나가 수소 원자로 치환된 디옥시당이다. 화학식은 C6H12O5이다.

## 같이 보기
- L-푸쿨로스-인산 알돌레이스
- L-푸쿨로키네이스